# Vénissieux
Vénissieux település Franciaországban, Métropole de Lyon különleges státuszú nagyvárosban (métropole: nagyjából „megyei jogú város”). Lakosainak száma 66 701 fő (2022. január 1.). Vénissieux Bron, Lyon, Saint-Fons, Corbas, Feyzin és Saint-Priest községekkel határos.

## Népesség
A település népessége az elmúlt években az alábbi módon változott:
| Lakosok száma | 61 636 | 64 273 | 65 822 | 65 894 | 67 129 | 67 285 | 66 765 | 66 363 | 66 701 |
|               | 2013   | 2015   | 2016   | 2017   | 2018   | 2019   | 2020   | 2021   | 2022   |